# Jesús Mena
Jesús Mena Campos (ur. 28 maja 1968 w Gómez Palacio) – meksykański skoczek do wody. Brązowy medalista olimpijski z Seulu.
Zawody w 1988 były jego pierwszymi igrzyskami olimpijskimi. Sięgnął po medal w skokach z wieży 10 m. Brał również udział w igrzyskach w 1992, był chorążym meksykańskiej reprezentacji podczas ceremonii otwarcia imprezy. W skokach z wieży był srebrnym medalistą igrzysk panamerykańskich w 1991.